# Exaetoleon obtabilis
Exaetoleon obtabilis är en insektsart som först beskrevs av Louis Albert Péringuey 1910.  Exaetoleon obtabilis ingår i släktet Exaetoleon och familjen myrlejonsländor. Inga underarter finns listade i Catalogue of Life.